# 陶懋颀
陶懋颀（1934年—1997年9月3日），江西省新建县人。中华人民共和国数学家、教育家。

## 生平
1949年初，于南昌心远中学加入中共南昌城工部领导的地下党组织。1951年考入清华大学数学系，院系调整后转入北京大学，1955年北京大学毕业，留校任助教。1957年，赫鲁晓夫在苏共二十大所做的《关于个人崇拜及其后果》的报告（又称“秘密报告”），首次公开披露斯大林的屠戮行为。当时在中国属于保密新闻。由于北京大学图书馆有一份英国《工人日报》，上面刊登报告英文译文。任大熊时任数学系助教，可以进入外文期刊阅览室，他阅读后并翻译成中文。由于篇幅很多，陶懋颀和陈奉孝也参加翻译。他们并认识中国人民大学学生林希翎，其男友曹治雄为当时共青团中央书记胡耀邦的秘书，因此获得中文译本并逐句校对。事发后，主动要求调内蒙古大学工作，1958年由内蒙古大学定为“右派”。其间被迫离开讲台。文化大革命结束后，1978年调中国科学技术大学任教。之后，陶懋颀亲自分别从新疆和四川调张景中、杨路进入中国科大。1979年，其右派身份得到平反。1984年，任首任少年班管理委员会主任、中国科学技术大学校学术委员会委员。1986年调离中国科大，任北京计算机学院计算机科学系主任。1995年退休。
1997年9月3日在北京逝世，终年63岁。。